# Gnamptogenys mordax
Gnamptogenys mordax é uma espécie de formiga do gênero Gnamptogenys.